# Animania HD
Animania HD (Animania AD PB) foi uma rede de televisão por assinatura fundada em 2004 que fechou as portas em definitivo em 2009.

## Fundação
O canal Animania HD foi fundada no ano de 2004 pelas empresas Voom HD Networks e Rainbow Media.

## Exibição
A Animania HD exibiu as mais recentes séries animadas, animes e especiais por alta definição.

### Programações
A Animania HD produziu muitas séries, incluindo:
- Lola e Virginia
- A Pantera Cor-de-Rosa
- Gato Félix
- Desenhos da década de 1950 a 31 de dezembro de 2007.
- Sr. Magoo
- As Meninas Superpoderosas
- Totally Spies!
- The Amazing Adrenalini Brothers
- Ratz
- Dan Dare
- Mistin
- 2020
- Sean
- Jungle Beat
- Henry's World
- Roger Ramjet
- Gerald McBoingBoing
- Superman
- Archie
- Fat Albert
- Fox & Crow
- Voltron
- The Gravediggers Squad
- Ani Minis
- Oliver's Adventures
- The Boy

## Extinção
A Animania HD encerrou suas atividades em definitivo no dia 20 de janeiro de 2009, após 4 anos de trabalho.